# Scottish Premiership (2021/2022)
Scottish Premiership 2021/2022 (znana jako cinch Premiership ze względów sponsorskich) – był dziewiątym sezonem Scottish Premiership, a 126. edycją najwyższej klasy rozgrywkowej piłki nożnej w Szkocji.
Brało w nim udział 12 drużyn, które w okresie od 31 lipca 2021 do 15 maja 2022 rozegrały 38 kolejek meczów.
Obrońcą tytułu była drużyna Rangers. Mistrzostwo po raz pięćdziesiąty drugi w historii zdobyła drużyna Celticu.

## Drużyny
| Uczestnicy poprzedniej edycji                                                                                 | Uczestnicy poprzedniej edycji | Uczestnicy poprzedniej edycji | Uczestnicy poprzedniej edycji |
| --- | ----------------------------- | ----------------------------- | ----------------------------- |
| RAN | Rangers                       | 1                             |                               |
| CEL | Celtic                        | 2                             |                               |
| HIB | Hibernian                     | 3                             |                               |
| ABR | Aberdeen                      | 4                             |                               |
| STJ | St. Johnstone                 | 5                             |                               |
| LIV | Livingston                    | 6                             |                               |
| STM | St. Mirren                    | 7                             |                               |
| MTH | Motherwell                    | 8                             |                               |
| DNU | Dundee United                 | 9                             |                               |
| RCO | Ross County                   | 10                            |                               |
| Awans z Scottish Championship                                                                                 |                               |                               |                               |
| HRT | Heart of Midlothian           | 1                             |                               |
| po barażach                                                                                                   |                               |                               |                               |
| DNE | Dundee                        | 2                             |                               |
| Oznaczenia: - kolumna pierwsza – skróty nazw drużyn, - kolumna trzecia – miejsce zajęte w poprzednim sezonie. |                               |                               |                               |

## Runda zasadnicza

### Tabela
| Lp. | Drużyna             | M  | Z  | R  | P  | B+ | B– | +/– | Pkt | Kwalifikacja      |
| --- | ------------------- | -- | -- | -- | -- | -- | -- | --- | --- | ----------------- |
| 1   | Celtic              | 33 | 26 | 4  | 3  | 78 | 19 | +59 | 82  | grupa mistrzowska |
| 2   | Rangers             | 33 | 23 | 7  | 3  | 67 | 27 | +40 | 76  | grupa mistrzowska |
| 3   | Heart of Midlothian | 33 | 16 | 9  | 8  | 48 | 33 | +15 | 57  | grupa mistrzowska |
| 4   | Dundee United       | 33 | 10 | 11 | 12 | 31 | 37 | −6  | 41  | grupa mistrzowska |
| 5   | Ross County         | 33 | 10 | 10 | 13 | 45 | 52 | −7  | 40  | grupa mistrzowska |
| 6   | Motherwell          | 33 | 10 | 10 | 13 | 38 | 50 | −12 | 40  | grupa mistrzowska |
| 7   | Hibernian           | 33 | 9  | 11 | 13 | 31 | 37 | −6  | 38  | grupa spadkowa    |
| 8   | Livingston          | 33 | 10 | 8  | 15 | 35 | 43 | −8  | 38  | grupa spadkowa    |
| 9   | Aberdeen            | 33 | 9  | 9  | 15 | 38 | 42 | −4  | 36  | grupa spadkowa    |
| 10  | St Mirren           | 33 | 8  | 12 | 13 | 30 | 50 | −20 | 36  | grupa spadkowa    |
| 11  | St Johnstone        | 33 | 7  | 9  | 17 | 21 | 44 | −23 | 30  | grupa spadkowa    |
| 12  | Dundee              | 33 | 5  | 10 | 18 | 29 | 57 | −28 | 25  | grupa spadkowa    |

### Wyniki
| Gospodarz \ Gość    | ABE | CEL | DND | DUN | HOM | HIB | LIV | MOT | RAN | ROS | STJ | STM | ABE | CEL | DND | DUN | HOM | HIB | LIV | MOT | RAN | ROS | STJ | STM |
| ------------------- | --- | --- | --- | --- | --- | --- | --- | --- | --- | --- | --- | --- | --- | --- | --- | --- | --- | --- | --- | --- | --- | --- | --- | --- |
| Aberdeen            |     | 1–2 | 2–1 | 2–0 | 2–1 | 1–0 | 2–0 | 0–2 | 1–1 | 1–1 | 0–1 | 4–1 |     | 2–3 |     | 1–1 |     | 3–1 |     |     |     | 0–1 | 1–1 |     |
| Celtic              | 2–1 |     | 6–0 | 1–1 | 1–0 | 2–0 | 0–0 | 1–0 | 3–0 | 3–0 | 2–0 | 6–0 |     |     | 3–2 | 1–0 |     |     |     |     |     | 4–0 | 7–0 | 2–0 |
| Dundee              | 2–1 | 2–4 |     | 0–0 | 0–1 | 2–2 | 0–0 | 3–0 | 0–1 | 0–5 | 1–0 | 2–2 | 2–2 |     |     |     |     | 0–0 | 0–4 |     | 1–2 | 1–2 |     | 0–1 |
| Dundee United       | 1–0 | 0–3 | 1–0 |     | 0–2 | 1–3 | 0–1 | 2–1 | 1–0 | 1–0 | 0–1 | 1–2 |     |     | 2–2 |     | 2–2 |     |     | 2–0 | 1–1 | 2–1 |     |     |
| Heart of Midlothian | 1–1 | 2–1 | 1–1 | 5–2 |     | 0–0 | 3–0 | 2–0 | 0–2 | 2–1 | 2–0 | 2–0 | 2–0 | 1–2 | 1–2 |     |     | 3–1 | 2–0 | 2–0 |     |     |     |     |
| Hibernian           | 1–0 | 1–3 | 1–0 | 0–3 | 0–0 |     | 2–0 | 1–1 | 0–1 | 3–0 | 1–0 | 2–2 |     | 0–0 |     | 1–1 |     |     | 2–3 |     |     | 2–0 | 0–0 | 0–1 |
| Livingston          | 1–2 | 1–0 | 2–0 | 1–1 | 0–1 | 1–0 |     | 1–2 | 1–3 | 1–1 | 1–2 | 0–1 | 2–1 | 1–3 |     | 2–1 |     |     |     | 2–2 |     |     |     | 1–1 |
| Motherwell          | 2–0 | 0–2 | 1–0 | 1–0 | 2–0 | 2–3 | 2–1 |     | 1–6 | 2–1 | 2–0 | 2–2 | 1–1 | 0–4 | 1–1 |     |     | 0–0 |     |     |     | 0–1 |     | 4–2 |
| Rangers             | 2–2 | 1–0 | 3–0 | 1–0 | 1–1 | 2–1 | 3–0 | 1–1 |     | 4–2 | 2–0 | 2–0 | 1–0 | 1–2 |     |     | 5–0 | 2–0 | 1–0 | 2–2 |     |     |     |     |
| Ross County         | 1–1 | 1–2 | 3–2 | 1–1 | 2–2 | 1–0 | 2–3 | 3–1 | 2–4 |     | 0–0 | 2–3 |     |     |     |     | 1–1 |     | 1–1 |     | 3–3 |     | 3–1 | 1–0 |
| St Johnstone        | 0–1 | 1–3 | 3–1 | 0–1 | 1–1 | 1–2 | 0–3 | 1–1 | 1–2 | 1–2 |     | 0–0 |     |     | 0–0 | 0–0 | 2–1 |     | 1–0 | 2–1 | 0–1 |     |     |     |
| St Mirren           | 3–2 | 0–0 | 0–1 | 0–0 | 1–2 | 1–1 | 1–1 | 1–1 | 1–2 | 0–0 | 0–0 |     | 1–0 |     |     | 1–2 | 0–2 |     |     |     | 0–4 |     | 2–1 |     |

## Runda finałowa
| Top six    |                     |    |    |    |    |    |    |     |    |                                                         |  |     |     |     |     |     |     |     |     |     |     |     |     |
| 1          | Celtic (M)          | 38 | 29 | 6  | 3  | 92 | 22 | +70 | 93 | Liga Mistrzów UEFA • Faza grupowa                       |  |     | 1–1 | 4–1 |     | 6–0 |     |     |     |     |     |     |     |
| 2          | Rangers (P)         | 38 | 27 | 8  | 3  | 80 | 31 | +49 | 89 | Liga Mistrzów UEFA • III runda kwalifikacyjna           |  |     |     |     | 2–0 |     | 4–1 |     |     |     |     |     |     |
| 3          | Heart of Midlothian | 38 | 17 | 10 | 11 | 54 | 44 | +10 | 61 | Liga Europy UEFA • Runda play-off                       |  |     | 1–3 |     |     |     | 0–0 |     |     |     |     |     |     |
| 4          | Dundee United       | 38 | 12 | 12 | 14 | 37 | 44 | −7  | 48 | Liga Konferencji Europy UEFA • III runda kwalifikacyjna |  | 1–1 |     | 2–3 |     | 1–0 |     |     |     |     |     |     |     |
| 5          | Motherwell          | 38 | 12 | 10 | 16 | 42 | 61 | −19 | 46 | Liga Konferencji Europy UEFA • II runda kwalifikacyjna  |  |     | 1–3 | 2–1 |     |     |     |     |     |     |     |     |     |
| 6          | Ross County         | 38 | 10 | 11 | 17 | 47 | 61 | −14 | 41 |                                                         |  | 0–2 |     |     | 1–2 | 0–1 |     |     |     |     |     |     |     |
| Bottom six |                     |    |    |    |    |    |    |     |    |                                                         |  |     |     |     |     |     |     |     |     |     |     |     |     |
| 7          | Livingston          | 38 | 13 | 10 | 15 | 41 | 46 | −5  | 49 |                                                         |  |     |     |     |     |     |     |     | 1–0 |     |     | 1–1 | 2–1 |
| 8          | Hibernian           | 38 | 11 | 12 | 15 | 38 | 42 | −4  | 45 |                                                         |  |     |     |     |     |     |     |     |     | 1–1 | 4–0 |     |     |
| 9          | St Mirren           | 38 | 10 | 14 | 14 | 33 | 51 | −18 | 44 |                                                         |  |     |     |     |     |     | 0–0 | 0–1 |     |     |     | 2–0 |     |
| 10         | Aberdeen            | 38 | 10 | 11 | 17 | 41 | 46 | −5  | 41 |                                                         |  |     |     |     |     |     | 1–2 |     | 0–0 |     |     | 1–0 |     |
| 11         | St Johnstone (B, O) | 38 | 8  | 11 | 19 | 24 | 51 | −27 | 35 | Baraże o Scottish Premiership                           |  |     |     |     |     |     |     |     |     | 0–1 | 1–0 |     |     |
| 12         | Dundee (S)          | 38 | 6  | 11 | 21 | 34 | 64 | −30 | 29 | Spadek do Scottish Championship                         |  |     |     |     |     |     |     |     | 3–1 |     |     | 1–1 |     |

## Baraże o Scottish Premiership
St Johnstone wygrał w dwumeczu z Inverness Caledonian Thistle finał baraży o miejsce w Scottish Premiership na sezon 2022/2023, rozegrany między trzema drużynami Scottish Championship i jedną ze Scottish Premiership.
|  |             |                              |             |             |             |   |                              |          |          |          |          |          |    |              |       |       |       |       |       |  |  |  |  |  |  |  |
|  | Ćwierćfinał | Ćwierćfinał                  | Ćwierćfinał | Ćwierćfinał | Ćwierćfinał |   |                              | Półfinał | Półfinał | Półfinał | Półfinał | Półfinał |    |              | Finał | Finał | Finał | Finał | Finał |  |  |  |  |  |  |  |
|  | Ćwierćfinał | Ćwierćfinał                  | Ćwierćfinał | Ćwierćfinał | Ćwierćfinał |   |                              | Półfinał | Półfinał | Półfinał | Półfinał | Półfinał |    |              | Finał | Finał | Finał | Finał | Finał |  |  |  |  |  |  |  |
|  |             |                              |             |             |             |   |                              |          |          |          |          |          |    |              |       |       |       |       |       |  |  |  |  |  |  |  |
|  |             |                              |             |             |             |   |                              |          |          |          |          |          |    |              |       |       |       |       |       |  |  |  |  |  |  |  |
|  |             |                              |             |             |             | 3 | Inverness Caledonian Thistle | 2        | 0        | 2        |          |          |    |              |       |       |       |       |       |  |  |  |  |  |  |  |
|  |             |                              |             |             |             | 3 | Inverness Caledonian Thistle | 2        | 0        | 2        |          |          |    |              |       |       |       |       |       |  |  |  |  |  |  |  |
|  |             |                              |             |             |             | 3 | Inverness Caledonian Thistle | 0        | 0        | 0 (5)    |          |          | 11 | St Johnstone | 2     | 4     | 6     |       |       |  |  |  |  |  |  |  |
|  |             |                              |             |             |             | 3 | Inverness Caledonian Thistle | 0        | 0        | 0 (5)    |          |          | 11 | St Johnstone | 2     | 4     | 6     |       |       |  |  |  |  |  |  |  |
|  | 4           | Partick Thistle              | 1           | 0           | 1           |   |                              | 2        | Arbroath | 0        | 0        | 0 (3)    |    |              |       |       |       |       |       |  |  |  |  |  |  |  |
|  | 4           | Partick Thistle              | 1           | 0           | 1           |   |                              | 2        | Arbroath | 0        | 0        | 0 (3)    |    |              |       |       |       |       |       |  |  |  |  |  |  |  |
|  | 3           | Inverness Caledonian Thistle | 2           | 1           | 3           |   |                              |          |          |          |          |          |    |              |       |       |       |       |       |  |  |  |  |  |  |  |
|  | 3           | Inverness Caledonian Thistle | 2           | 1           | 3           |   |                              |          |          |          |          |          |    |              |       |       |       |       |       |  |  |  |  |  |  |  |

| 3 maja 2022 | Partick Thistle     | 1:2   | Inverness Caledonian Thistle              |                                                              |
| 20:05       | Robbie Crawford 54' | (0:0) | 71' Shane Sutherland · 82' Austin Samuels | Firhill Stadium, Glasgow Widzów: 2 919 Sędzia: Steven McLean |

| 6 maja 2022 | Inverness Caledonian Thistle | 1:0   | Partick Thistle |                                                                  |
| 20:45       | Austin Samuels 29'           | (1:0) |                 | Caledonian Stadium, Inverness Widzów: 2 470 Sędzia: Kevin Clancy |

| 10 maja 2022 | Inverness Caledonian Thistle | 0:0   | Arbroath |                                                                   |
| 20:05        |                              | (0:0) |          | Caledonian Stadium, Inverness Widzów: 2 201 Sędzia: Euan Anderson |

| 13 maja 2022 | Arbroath                                                    | 0:0 k. 3:5              | Inverness Caledonian Thistle                                             |                                                             |
| 20:45        |                                                             | (0:0, 0:0, 0:0, k. 3:5) |                                                                          | Gayfield Park, Arbroath Widzów: 5 154 Sędzia: Willie Collum |
| 20:45        | · Michael McKenna · Nicky Low · Colin Hamilton · Bobby Linn | Rzuty karne             | · Billy Mckay · Joe Hardy · Sean Welsh · Cameron Harper · Kirk Broadfoot | Gayfield Park, Arbroath Widzów: 5 154 Sędzia: Willie Collum |

| 20 maja 2022 | Inverness Caledonian Thistle | 2:2   | St Johnstone                           |                                                                  |
| 20:45        | Reece McAlear 73', 80'       | (0:2) | 18' Shaun Rooney · 24' Melker Hallberg | Caledonian Stadium, Inverness Widzów: 4 811 Sędzia: Bobby Madden |

| 23 maja 2022 | St Johnstone                                                                 | 4:0   | Inverness Caledonian Thistle |                                                        |
| 20:45        | Stevie May 46' · Cammy MacPherson 53' · Callum Hendry 87' · Shaun Rooney 90' | (0:0) |                              | McDiarmid Park, Perth Widzów: 7 355 Sędzia: Nick Walsh |

## Najlepsi strzelcy
| Bramki | Strzelcy           | Drużyna                    |
| ------ | ------------------ | -------------------------- |
| 13     | Jorgos Jakumakis   | Celtic                     |
| 13     | Regan Charles-Cook | Ross County                |
| 12     | Kyōgo Furuhashi    | Celtic                     |
| 11     | Lewis Ferguson     | Aberdeen                   |
| 11     | Bruce Anderson     | Livingston                 |
| 11     | Alfredo Morelos    | Rangers                    |
| 10     | Christian Ramirez  | Aberdeen                   |
| 10     | Liel Abada         | Celtic                     |
| 10     | Jota               | Celtic                     |
| 10     | Liam Boyce         | Heart of Midlothian        |
| 10     | Tony Watt          | Motherwell / Dundee United |
| 10     | Kemar Roofe        | Rangers                    |

Źródło:

## Trenerzy, kapitanowie i sponsorzy
| Drużyna             | Trener                   | Kapitan           | Sponsor techniczny | Sponsor strategiczny       | Źródło        |
| ------------------- | ------------------------ | ----------------- | ------------------ | -------------------------- | ------------- |
| Aberdeen            | Jim Goodwin              | Joe Lewis         | Adidas             | Saltire Energy             |               |
| Celtic              | Ange Postecoglou         | Callum McGregor   | Adidas             | Dafabet                    | [ 33 ]        |
| Dundee              | Mark McGhee              | Charlie Adam      | Macron             | Crown Engineering Services | [ 34 ] [ 35 ] |
| Dundee United       | Tam Courts               | Ryan Edwards      | Macron             | Eden Mill St Andrews       | [ 36 ]        |
| Heart of Midlothian | Robbie Neilson           | Craig Gordon      | Umbro              | MND Scotland               | [ 37 ]        |
| Hibernian           | David Gray (tym.)        | Paul Hanlon       | Joma               | Utilita                    | [ 38 ] [ 39 ] |
| Livingston          | David Martindale         | Nicky Devlin      | Joma               | Phoenix Drilling Ltd       |               |
| Motherwell          | Graham Alexander         | Stephen O’Donnell | Macron             | Paycare                    | [ 40 ]        |
| Rangers             | Giovanni van Bronckhorst | James Tavernier   | Castore            | 32Red                      | [ 41 ]        |
| Ross County         | Malky Mackay             | Keith Watson      | Joma               | Ross-shire Engineering     | [ 42 ]        |
| St Johnstone        | Callum Davidson          | Liam Gordon       | Macron             | Binn Group                 |               |
| St Mirren           | Stephen Robinson         | Joe Shaughnessy   | Joma               | Digby Brown                | [ 43 ]        |

### Zmiany trenerów
| Klub             | Były trener    | Powód                     | Data odejścia | Nowy trener              | Data zatrudnienia | Źródło        |
| ---------------- | -------------- | ------------------------- | ------------- | ------------------------ | ----------------- | ------------- |
| Przed sezonem    |                |                           |               |                          |                   |               |
| Celtic           | John Kennedy   | –                         | 2021-05-15    | Ange Postecoglou         | 2021-06-10        | [ 44 ] [ 45 ] |
| Ross County      | John Hughes    | Koniec kontraktu          | 2021-05-24    | Malky Mackay             | 2021-05-26        | [ 46 ] [ 47 ] |
| Dundee United    | Micky Mellon   | Rozwiązanie umowy         | 2021-05-25    | Tam Courts               | 2021-06-07        | [ 48 ] [ 49 ] |
| W trakcie sezonu |                |                           |               |                          |                   |               |
| Rangers          | Steven Gerrard | Przenosiny do Aston Villa | 2021-11-11    | Giovanni van Bronckhorst | 2021-11-18        | [ 50 ] [ 51 ] |
| Hibernian        | Jack Ross      | Zwolnienie                | 2021-12-09    | Shaun Maloney            | 2021-12-20        | [ 52 ] [ 53 ] |
| Aberdeen         | Stephen Glass  | Zwolnienie                | 2022-02-13    | Jim Goodwin              | 2022-02-19        | [ 54 ] [ 55 ] |
| Dundee           | James McPake   | Zwolnienie                | 2022-02-16    | Mark McGhee              | 2022-02-17        | [ 56 ] [ 57 ] |
| St Mirren        | Jim Goodwin    | Przenosiny do Aberdeen    | 2022-02-19    | Stephen Robinson         | 2022-02-22        | [ 55 ] [ 58 ] |
| Hibernian        | Shaun Maloney  | Zwolnienie                | 2022-04-19    | David Gray (tym.)        | 2022-04-19        | [ 59 ]        |

## Stadiony
| Aberdeen                    |
| --------------------------- |
| Pittodrie Stadium, Aberdeen |
| 20 866                      |
|                             |

| Celtic               |
| -------------------- |
| Celtic Park, Glasgow |
| 60 411               |
|                      |

| Dundee            |
| ----------------- |
| Dens Park, Dundee |
| 11 775            |
|                   |

| Dundee United          |
| ---------------------- |
| Tannadice Park, Dundee |
| 14 223                 |
|                        |

| Heart of Midlothian          |
| ---------------------------- |
| Tynecastle Stadium, Edynburg |
| 20 099                       |
|                              |

| Hibernian                     |
| ----------------------------- |
| Easter Road Stadium, Edynburg |
| 20 421                        |
|                               |

| Livingston                     |
| ------------------------------ |
| Almondvale Stadium, Livingston |
| 9 713                          |
|                                |

| Motherwell           |
| -------------------- |
| Fir Park, Motherwell |
| 13 677               |
|                      |

| Rangers                |
| ---------------------- |
| Ibrox Stadium, Glasgow |
| 50 817                 |
|                        |

| Ross County             |
| ----------------------- |
| Victoria Park, Dingwall |
| 6 541                   |
|                         |

| St. Johnstone         |
| --------------------- |
| McDiarmid Park, Perth |
| 10 696                |
|                       |

| St Mirren                    |
| ---------------------------- |
| New St. Mirren Park, Paisley |
| 7 937                        |
|                              |